# 卫共姬
卫共姬（?—?），又称长卫姬，齐桓公的妾夫人，公子无亏的母亲。
卫姬原是卫国人，嫁给姜齐的国君齐桓公，生下公子无亏。齐桓公的三位正室夫人王姬、徐嬴、蔡姬，都没有儿子。齐桓公喜欢女色，待遇如同夫人六人：大卫姬，生了武孟（无亏）；少卫姬，生了齐惠公；郑姬，生了齐孝公；葛嬴，生了齐昭公；密姬，生了齐懿公；宋华子，生了公子雍。卫共姬宠信雍巫，雍巫把美味的食品通过寺人貂进献给齐桓公，也受到齐桓公的宠信。齐桓公答应他们立无亏为继承人。后来齐桓公病重，五子争位。